# Nigéria a 2000. évi nyári olimpiai játékokon
Nigéria az ausztráliai Sydneyben megrendezett 2000. évi nyári olimpiai játékok egyik részt vevő nemzete volt. Az országot az olimpián 8 sportágban 83 sportoló képviselte, akik összesen 3 érmet szereztek.

## Érmesek
| Érem  | Versenyző                                                                            | Sportág    | Versenyszám           |
| ----- | ------------------------------------------------------------------------------------ | ---------- | --------------------- |
| Arany | Clement Chukwu Jude Monye Sunday Bada Enefiok Udo-Obong Nduka Awazie Fidelis Gadzama | Atlétika   | Férfi 4 × 400 m váltó |
| Ezüst | Glory Alozie                                                                         | Atlétika   | Női 100 m gát         |
| Ezüst | Ruth Ogbeifo                                                                         | Súlyemelés | Női 75 kg             |

## Asztalitenisz
Férfi
| Versenyző                   | Versenyszám | Selejtező         | Csoportkör | Csoportkör | 32-es főtábla     | Nyolcaddöntő      | Negyeddöntő       | Elődöntő          | Döntő             | Helyezés |
| Versenyző                   | Versenyszám | Ellenfél Eredmény | Ellenfél Eredmény | Hely.      | Ellenfél Eredmény | Ellenfél Eredmény | Ellenfél Eredmény | Ellenfél Eredmény | Ellenfél Eredmény | Helyezés |
| --------------------------- | ----------- | ----------------- | --- | ---------- | ----------------- | ----------------- | ----------------- | ----------------- | ----------------- | -------- |
| Segun Toriola               | Egyes       |                   | D csoport · Renier Sosa (CUB) · 21–19, 19–21, 21–18, 21–8 · Johnny Huang (CAN) · 12–21, 21–12, 24–22, 19–21, 7–21                                       | 2.         | kiesett           | kiesett           | kiesett           | kiesett           | kiesett           | 33.      |
| Peter Akinlabi              | Egyes       |                   | L csoport · Slobodan Grujić (SCG) · 14–21, 12–21, 18–21 · I Csholszung (KOR) · 16–21, 10–21, 17–21                                                      | 3.         | kiesett           | kiesett           | kiesett           | kiesett           | kiesett           | 49.      |
| Kazeem Nosiru Segun Toriola | Páros       | erőnyerő          | B csoport · Hollandia (NED) · Danny Heister · Trinko Keen · 21–12, 19–21, 15–21 · India (IND) · Csetan Babúr · Ráman Szubramanjan · 26–24, 17–21, 21–18 | 2.         |                   | kiesett           | kiesett           | kiesett           | kiesett           | 17.      |

Női
| Versenyző                  | Versenyszám | Selejtező                                                      | Csoportkör | Csoportkör | 32-es főtábla     | Nyolcaddöntő      | Negyeddöntő       | Elődöntő          | Döntő             | Helyezés |
| Versenyző                  | Versenyszám | Ellenfél Eredmény                                              | Ellenfél Eredmény | Hely.      | Ellenfél Eredmény | Ellenfél Eredmény | Ellenfél Eredmény | Ellenfél Eredmény | Ellenfél Eredmény | Helyezés |
| -------------------------- | ----------- | -------------------------------------------------------------- | --- | ---------- | ----------------- | ----------------- | ----------------- | ----------------- | ----------------- | -------- |
| Bose Kaffo                 | Egyes       |                                                                | B csoport · Bátorfi Csilla (HUN) · 17–21, 9–21, 9–21 · Jasna Fazlić-Reed (USA) · 17–21, 15–21, 16–21                                         | 3.         | kiesett           | kiesett           | kiesett           | kiesett           | kiesett           | 49.      |
| Funke Oshonaike            | Egyes       |                                                                | F csoport · Szakata Rinko (JPN) · 21–18, 15–21, 21–18, 8–21, 15–21 · Miao Miao (AUS) · 19–21, 16–21, 22–24                                   | 3.         | kiesett           | kiesett           | kiesett           | kiesett           | kiesett           | 49.      |
| Bose Kaffo Funke Oshonaike | Páros       | erőnyerő                                                       | G csoport · Horvátország (CRO) · Eldijana Aganović · Boros Tamara · 14–21, 15–21 · Tajvan (TPE) · Tsui Hsiu-Li · Yu Feng-Yun · 13–21, 19–21  | 3.         |                   | kiesett           | kiesett           | kiesett           | kiesett           | 25.      |
| Atisi Owoh Kehinde Okenla  | Páros       | Venezuela (VEN) · Fabiola Ramos · Luisana Pérez · 21–14, 21–14 | E csoport · Oroszország (RUS) · Galina Melnyik · Okszana Kuscs · 16–21, 13–21 · Románia (ROU) · Mihaela Şteff · Otilia Bădescu · 14–21, 9–21 | 3.         |                   | kiesett           | kiesett           | kiesett           | kiesett           | 25.      |

## Atlétika
Férfi
| Versenyző                                                                            | Versenyszám     | Előfutam | Előfutam | Előfutam | Negyeddöntő | Negyeddöntő | Negyeddöntő | Elődöntő      | Elődöntő      | Elődöntő      | Döntő   | Döntő    |
| Versenyző                                                                            | Versenyszám     | Idő      | Hely.    | Össz.    | Idő         | Hely.       | Össz.       | Idő           | Hely.         | Össz.         | Idő     | Helyezés |
| ------------------------------------------------------------------------------------ | --------------- | -------- | -------- | -------- | ----------- | ----------- | ----------- | ------------- | ------------- | ------------- | ------- | -------- |
| Deji Aliu                                                                            | 100 m           | 10,35    | 2.       | 20.****  | 10,29       | 3.          | 21.*        | 10,32         | 6.            | 12.           | kiesett | kiesett  |
| Sunday Emmanuel                                                                      | 100 m           | 10,31    | 2.       | 10.***** | 10,36       | 3.          | 26.         | 10,45         | 7.            | 14.           | kiesett | kiesett  |
| Seun Ogunkoya                                                                        | 100 m           | 10,72    | 8.       | 72.      | kiesett     | kiesett     | kiesett     | kiesett       | kiesett       | kiesett       | kiesett | kiesett  |
| Francis Obikwelu                                                                     | 200 m           | 20,76    | 1.       | 17.*     | 20,33       | 3.          | 10.         | 20,71         | 7.            | 15.           | kiesett | kiesett  |
| Uchenna Emedolu                                                                      | 200 m           | 20,87    | 3.       | 25.*     | 20,93       | 8.          | 29.         | kiesett       | kiesett       | kiesett       | kiesett | kiesett  |
| Sunday Bada                                                                          | 400 m           | 45,75    | 5.       | 21.      | 45,83       | 7.          | 26.         | kiesett       | kiesett       | kiesett       | kiesett | kiesett  |
| Jude Monye                                                                           | 400 m           | 45,79    | 1.       | 22.*     | 46,32       | 8.          | 31.         | kiesett       | kiesett       | kiesett       | kiesett | kiesett  |
| Nduka Awazie                                                                         | 400 m           | 46,81    | 6.       | 51.      | kiesett     | kiesett     | kiesett     | kiesett       | kiesett       | kiesett       | kiesett | kiesett  |
| Sylvester Omodiale                                                                   | 400 m gát       | 51,06    | 7.       | 38.      |             |             |             | kiesett       | kiesett       | kiesett       | kiesett | kiesett  |
| Uchenna Emedolu Nnamdi Lucky Anusim Sunday Emmanuel Deji Aliu                        | 4 × 100 m váltó | 38,85    | 3.       | 8.       |             |             |             | nem ért célba | nem ért célba | nem ért célba | kiesett | kiesett  |
| Clement Chukwu Jude Monye Sunday Bada Enefiok Udo-Obong Nduka Awazie Fidelis Gadzama | 4 × 400 m váltó | 3:01,20  | 1.       | 1.       |             |             |             | 3:01,06       | 1.            | 5.            | 2:58,68 |          |

| Versenyző  | Versenyszám | Selejtező | Selejtező | Döntő    | Döntő    |
| Versenyző  | Versenyszám | Eredmény  | Helyezés  | Eredmény | Helyezés |
| ---------- | ----------- | --------- | --------- | -------- | -------- |
| Chima Ugwu | Súlylökés   | 19,11 m   | 21.       | kiesett  | kiesett  |

Női
| Versenyző                                                               | Versenyszám     | Előfutam | Előfutam | Előfutam | Negyeddöntő | Negyeddöntő | Negyeddöntő | Elődöntő | Elődöntő | Elődöntő | Döntő   | Döntő    |
| Versenyző                                                               | Versenyszám     | Idő      | Hely.    | Össz.    | Idő         | Hely.       | Össz.       | Idő      | Hely.    | Össz.    | Idő     | Helyezés |
| ----------------------------------------------------------------------- | --------------- | -------- | -------- | -------- | ----------- | ----------- | ----------- | -------- | -------- | -------- | ------- | -------- |
| Mary Onyali-Omagbemi                                                    | 200 m           | 22,90    | 1.       | 8.       | 23,03       | 5.          | 15.         | kiesett  | kiesett  | kiesett  | kiesett | kiesett  |
| Mary Onyali-Omagbemi                                                    | 100 m           | 11,36    | 3.       | 17.*     | 11,40       | 5.          | 19.         | kiesett  | kiesett  | kiesett  | kiesett | kiesett  |
| Joan Ekah                                                               | 100 m           | 11,60    | 3.       | 38.      | 11,67       | 7.          | 29.         | kiesett  | kiesett  | kiesett  | kiesett | kiesett  |
| Mercy Nku                                                               | 100 m           | 11,41    | 2.       | 20.*     | 11,26       | 3.          | 13.**       | 11,56    | 7.       | 15.      | kiesett | kiesett  |
| Mercy Nku                                                               | 200 m           | 23,14    | 2.       | 15.      | 22,95       | 3.          | 10.*        | 23,40    | 5.       | 13.      | kiesett | kiesett  |
| Fatima Yusuf-Olukoju                                                    | 200 m           | 23,21    | 4.       | 20.*     | 23,21       | 6.          | 21.*        | kiesett  | kiesett  | kiesett  | kiesett | kiesett  |
| Falilat Ogunkoya                                                        | 400 m           | 51,88    | 2.       | 14.*     | 50,49       | 2.          | 2.          | 50,18    | 3.       | 3.       | 50,12   | 7.       |
| Charity Opara                                                           | 400 m           | 51,77    | 1.       | 10.      | 51,04       | 5.          | 11.         | kiesett  | kiesett  | kiesett  | kiesett | kiesett  |
| Bisi Afolabi                                                            | 400 m           | 51,61    | 2.       | 3.*      | 51,87       | 5.          | 20.         | kiesett  | kiesett  | kiesett  | kiesett | kiesett  |
| Glory Alozie                                                            | 100 m gát       | 12,84    | 1.       | 5.       | 12,84       | 2.          | 7.          | 12,68    | 1.       | 1.       | 12,68   |          |
| Angela Atede                                                            | 100 m gát       | 13,09    | 4.       | 16.      | 13,11       | 7.          | 16.*        | kiesett  | kiesett  | kiesett  | kiesett | kiesett  |
| Glory Alozie Benedicta Ajudua Mercy Nku Mary Onyali-Omagbemi            | 4 × 100 m váltó | 43,28    | 3.       | 9.       |             |             |             | 42,82    | 3.       | 4.*      | 44,05   | 7.       |
| Bisi Afolabi Charity Opara Rosemary Okafor Falilat Ogunkoya Doris Jacob | 4 × 400 m váltó | 3:22,99  | 1.       | 1.       |             |             |             |          |          |          | 3:23,80 | 4.       |

| Versenyző          | Versenyszám | Selejtező | Selejtező | Döntő    | Döntő    |
| Versenyző          | Versenyszám | Eredmény  | Helyezés  | Eredmény | Helyezés |
| ------------------ | ----------- | --------- | --------- | -------- | -------- |
| Pat Itanyi         | Távolugrás  | 633 cm    | 25.       | kiesett  | kiesett  |
| Vivian Chukwuemeka | Súlylökés   | 17,47 m   | 14.       | kiesett  | kiesett  |

* - egy másik versenyzővel azonos eredményt ért el

** - két másik versenyzővel azonos eredményt ért el

**** - négy másik versenyzővel azonos eredményt ért el

***** - öt másik versenyzővel azonos eredményt ért el

## Birkózás
Szabadfogású
| Versenyző    | Versenyszám | Csoportkör                                                                     | Csoportkör | Negyeddöntő       | Elődöntő          | Bronz- mérkőzés   | Döntő             | Helyezés |
| Versenyző    | Versenyszám | Ellenfél Eredmény                                                              | Hely.      | Ellenfél Eredmény | Ellenfél Eredmény | Ellenfél Eredmény | Ellenfél Eredmény | Helyezés |
| ------------ | ----------- | ------------------------------------------------------------------------------ | ---------- | ----------------- | ----------------- | ----------------- | ----------------- | -------- |
| Ibo Oziti    | 69 kg       | 4. csoport · Lincoln McIlravy (USA) · 1-2 (sérülés) · Yüksel Şanlı (TUR) · 0-6 | 3.         | kiesett           | kiesett           | kiesett           | kiesett           | 20.      |
| Victor Kodei | 97 kg       | 4. csoport · Aftandíl Xanthópulosz (GRE) · 1-4 · Gia Torchinava (NED) · 3-14   | 3.         | kiesett           | kiesett           | kiesett           | kiesett           | 15.      |

## Cselgáncs
Férfi
| Versenyző             | Versenyszám | Selejtező                          | 32-es főtábla     | Nyolcaddöntő      | Negyeddöntő       | Elődöntő          | Vigaszág első kör | Vigaszág negyeddöntő | Vigaszág elődöntő | Bronz- mérkőzés   | Döntő             | Helyezés    |
| Versenyző             | Versenyszám | Ellenfél Eredmény                  | Ellenfél Eredmény | Ellenfél Eredmény | Ellenfél Eredmény | Ellenfél Eredmény | Ellenfél Eredmény | Ellenfél Eredmény    | Ellenfél Eredmény | Ellenfél Eredmény | Ellenfél Eredmény | Helyezés    |
| --------------------- | ----------- | ---------------------------------- | ----------------- | ----------------- | ----------------- | ----------------- | ----------------- | -------------------- | ----------------- | ----------------- | ----------------- | ----------- |
| Majemite Omagbaluwaje | Váltósúly   | Timothy Slyfield (NZL) · 0020-1000 | kiesett           | kiesett           | kiesett           | kiesett           |                   |                      |                   |                   |                   | helyezetlen |

Női
| Versenyző     | Versenyszám | Selejtező                         | Nyolcaddöntő      | Negyeddöntő       | Elődöntő          | Vigaszág első kör | Vigaszág negyeddöntő | Vigaszág elődöntő | Bronz- mérkőzés   | Döntő             | Helyezés    |
| Versenyző     | Versenyszám | Ellenfél Eredmény                 | Ellenfél Eredmény | Ellenfél Eredmény | Ellenfél Eredmény | Ellenfél Eredmény | Ellenfél Eredmény    | Ellenfél Eredmény | Ellenfél Eredmény | Ellenfél Eredmény | Helyezés    |
| ------------- | ----------- | --------------------------------- | ----------------- | ----------------- | ----------------- | ----------------- | -------------------- | ----------------- | ----------------- | ----------------- | ----------- |
| Bilkisu Yusuf | Váltósúly   | Kenia Rodríguez (CUB) · 0000-0200 | kiesett           | kiesett           | kiesett           |                   |                      |                   |                   |                   | helyezetlen |

## Labdarúgás

### Férfi
| Nigériai férfi labdarúgócsapat-játékoskeret | Nigériai férfi labdarúgócsapat-játékoskeret                                                                                            |
| --- | --- |
| - Azubuike Oliseh - Blessing Kaku - Bright Igbinadolor - Celestine Babayaro - Christopher Kanu - Furo Iyenemi - Garba Lawal - Gbenga Okunowo - Godwin Okpara | - Greg Etafia - Henry Onwuzuruike - Isaac Okoronkwo - Johnson Sunday - Julius Aghahowa - Pius Ikedia - Victor Agali - Yakubu Aiyegbeni |

#### Eredmények
Csoportkör
A csoport
| Csapat            | M | Gy | D | V | Rg | Kg | Gk | P |
| ----------------- | - | -- | - | - | -- | -- | -- | - |
| Olaszország (ITA) | 3 | 2  | 1 | 0 | 5  | 2  | +3 | 7 |
| Nigéria (NGR)     | 3 | 1  | 2 | 0 | 7  | 6  | +1 | 5 |
| Honduras (HON)    | 3 | 1  | 1 | 1 | 6  | 7  | –1 | 4 |
| Ausztrália (AUS)  | 3 | 0  | 0 | 3 | 3  | 6  | –3 | 0 |

| 2000. szeptember 13. 18:30 |

| Nigéria (NGR)                             | 3–3               | Honduras (HON)         |
| ----------------------------------------- | ----------------- | ---------------------- |
| Ignabidolor 50' Agali 78' Aiyegbeni 90+1' | (0–1) Jegyzőkönyv | Suazo 35' 76' León 60' |

| Hindmarsh Stadium, Adelaide Nézőszám: 13 386 Játékvezető: Ľuboš Micheľ (szlovák) |

| 2000. szeptember 16. 20:00 |

| Ausztrália (AUS)     | 2–3               | Nigéria (NGR)                     |
| -------------------- | ----------------- | --------------------------------- |
| Foxe 41' Wehrman 44' | (2–2) Jegyzőkönyv | Ikedia 16' Aghahowa 22' Agali 64' |

| Sydney Football Stadium, Sydney Nézőszám: 38 080 Játékvezető: Carlos Simon (brazil) |

| 2000. szeptember 19. 18:30 |

| Olaszország (ITA)   | 1–1               | Nigéria (NGR) |
| ------------------- | ----------------- | ------------- |
| Okunowo 65' (öngól) | (0–1) Jegyzőkönyv | Lawal 40'     |

| Hindmarsh Stadium, Adelaide Nézőszám: 18 340 Játékvezető: Felipe Ramos (mexikói) |

Negyeddöntők
| 2000. szeptember 23. 20:00 |

| Chile (CHI)                                    | 4–1               | Nigéria (NGR) |
| ---------------------------------------------- | ----------------- | ------------- |
| Contreras 17' Zamorano 18' Navia 42' Tello 65' | (3–0) Jegyzőkönyv | Agali 76'     |

| Melbourne Cricket Ground, Melbourne Nézőszám: 44 425 Játékvezető: Saad Mane (kuvaiti) |

| Csapat        | Helyezés |
| ------------- | -------- |
| Nigéria (NGR) | 8.       |

### Női
| Nigériai női labdarúgócsapat-játékoskeret | Nigériai női labdarúgócsapat-játékoskeret                                                                        |
| --- | --- |
| - Anna Chiejine - Eberechi Opara - Florence Omagbemi - Gloria Usieta - Ifeanyichukwu Chiejene - Judith Chime - Kikelomo Ajayi - Maureen Mmadu | - Mercy Akide - Nkiru Okosieme - Patience Avre - Perpetua Nkwocha - Rita Nwadike - Stella Mbachu - Yinka Kudaisi |

#### Eredmények
Csoportkör
F csoport
| Csapat                 | M | Gy | D | V | Rg | Kg | Gk | P |
| ---------------------- | - | -- | - | - | -- | -- | -- | - |
| Egyesült Államok (USA) | 3 | 2  | 1 | 0 | 6  | 2  | +4 | 7 |
| Norvégia (NOR)         | 3 | 2  | 0 | 1 | 5  | 4  | +1 | 6 |
| Kína (CHN)             | 3 | 1  | 1 | 1 | 5  | 4  | +1 | 4 |
| Nigéria (NGR)          | 3 | 0  | 0 | 3 | 3  | 9  | –6 | 0 |

| 2000. szeptember 14. 17:30 |

| Kína (CHN)            | 3–1               | Nigéria (NGR)          |
| --------------------- | ----------------- | ---------------------- |
| Zhao 12' Szun 57' 83' | (1–0) Jegyzőkönyv | Nkwocha 85' (11-esből) |

| Bruce Stadium, Canberra Nézőszám: 16 000 Játékvezető: Martha Toro (kolumbiai) |

| 2000. szeptember 17. 17:30 |

| Norvégia (NOR)                                    | 3–1               | Nigéria (NGR) |
| ------------------------------------------------- | ----------------- | ------------- |
| Mellgren 22' Riise 62' (11-esből) Pettersen 90+3' | (1–0) Jegyzőkönyv | Akide 78'     |

| Bruce Stadium, Canberra Nézőszám: 9150 Játékvezető: Tammy Ogston (ausztrál) |

| 2000. szeptember 20. 17:30 |

| Egyesült Államok (USA)               | 3–1               | Nigéria (NGR) |
| ------------------------------------ | ----------------- | ------------- |
| Chastain 26' Lilly 35' MacMillan 56' | (2–0) Jegyzőkönyv | Akide 48'     |

| Melbourne Cricket Ground, Melbourne Nézőszám: 9000 Játékvezető: Im Eun Ju (dél-koreai) |

| Csapat        | Helyezés |
| ------------- | -------- |
| Nigéria (NGR) | 8.       |

## Ökölvívás
| Versenyző          | Versenyszám     | Selejtező                                   | Nyolcaddöntő                       | Negyeddöntő              | Elődöntő          | Döntő             | Helyezés |
| Versenyző          | Versenyszám     | Ellenfél Eredmény                           | Ellenfél Eredmény                  | Ellenfél Eredmény        | Ellenfél Eredmény | Ellenfél Eredmény | Helyezés |
| ------------------ | --------------- | ------------------------------------------- | ---------------------------------- | ------------------------ | ----------------- | ----------------- | -------- |
| Olusegun Ajose     | Kisváltósúly    | Anoushirvan Nourian (IRI) · mérkőzés nélkül | Ricardo Williams (USA) · 6-21      | kiesett                  | kiesett           | kiesett           | 9.       |
| Albert Eromosele   | Középsúly       | erőnyerő                                    | Gajdarbek Gajdarbekov (RUS) · 9-15 | kiesett                  | kiesett           | kiesett           | 9.       |
| Jegbefumere Albert | Félnehézsúly    | erőnyerő                                    | Troy Amos-Ross (CAN) · RSC         | Rudi Kraj (CZE) · 7-8    | kiesett           | kiesett           | 6.       |
| Rasmus Ojemaye     | Nehézsúly       |                                             | Félix Savón (CUB) · RSC            | kiesett                  | kiesett           | kiesett           | 9.       |
| Samuel Peter       | Szupernehézsúly |                                             | Constantin Onofrei (ROU) · 17-14   | Paolo Vidoz (ITA) · 3-14 | kiesett           | kiesett           | 7.       |

RSC - a játékvezető megállította a mérkőzést

## Súlyemelés
Férfi
| Versenyző      | Versenyszám | Szakítás | Szakítás | Lökés    | Lökés    | Összesen | Helyezés |
| Versenyző      | Versenyszám | Eredmény | Helyezés | Eredmény | Helyezés | Összesen | Helyezés |
| -------------- | ----------- | -------- | -------- | -------- | -------- | -------- | -------- |
| Sunday Mathias | 62 kg       | 115,0    | 17.      | 150,0    | 14.*     | 265,0    | 15.      |

Női
| Versenyző       | Versenyszám | Szakítás | Szakítás | Lökés                    | Lökés                    | Összesen | Helyezés |
| Versenyző       | Versenyszám | Eredmény | Helyezés | Eredmény                 | Helyezés                 | Összesen | Helyezés |
| --------------- | ----------- | -------- | -------- | ------------------------ | ------------------------ | -------- | -------- |
| Franca Gbodo    | 53 kg       | 85,0     | 4.*      | 110,0                    | 4.*                      | 195,0    | 4.       |
| Evelyn Ebhomien | 58 kg       | 92,5     | 3.*      | érvényes kísérlet nélkül | érvényes kísérlet nélkül | kiesett  | kiesett  |
| Ruth Ogbeifo    | 75 kg       | 105,0    | 4.*      | 140,0                    | 1.                       | 245,0    |          |
| Helen Idahosa   | +75 kg      | 110,0    | 7.*      | 140,0                    | 5.                       | 250,0    | 5.       |

* - egy másik versenyzővel azonos eredményt ért el

## Úszás
Férfi
| Versenyző     | Versenyszám | Előfutam | Előfutam | Előfutam | Elődöntő | Elődöntő | Elődöntő | Döntő   | Döntő    |
| Versenyző     | Versenyszám | Idő      | Hely.    | Össz.    | Idő      | Hely.    | Össz.    | Idő     | Helyezés |
| ------------- | ----------- | -------- | -------- | -------- | -------- | -------- | -------- | ------- | -------- |
| Gentle Offoin | 100 m gyors | 52,91    | 6.       | 60.      | kiesett  | kiesett  | kiesett  | kiesett | kiesett  |

Női
| Versenyző  | Versenyszám | Előfutam | Előfutam | Előfutam | Elődöntő | Elődöntő | Elődöntő | Döntő   | Döntő    |
| Versenyző  | Versenyszám | Idő      | Hely.    | Össz.    | Idő      | Hely.    | Össz.    | Idő     | Helyezés |
| ---------- | ----------- | -------- | -------- | -------- | -------- | -------- | -------- | ------- | -------- |
| Ngozi Monu | 50 m gyors  | 28,20    | 1.       | 57.      | kiesett  | kiesett  | kiesett  | kiesett | kiesett  |